# Madatyphlops arenarius
Espèce
Synonymes
- Onychocephalus arenarius Grandidier, 1872
- Typhlops arenarius (Grandidier, 1872)

Statut de conservation UICN

 LC  : Préoccupation mineure
Madatyphlops arenarius est une espèce de serpents de la famille des Typhlopidae. 

## Répartition
Cette espèce est endémique du Sud-Ouest de Madagascar.

## Publication originale
- Grandidier, 1872 : Descriptions de quelques Reptiles nouveaux découverts à Madagascar en 1870. Annales des sciences naturelles-zoologie et biologie animale, sér. 5, vol. 15, p. 6-11 (texte intégral).